# Arthur March
Pour les articles homonymes, voir March.
 (décembre 2021).
La mise en forme du texte ne suit pas les recommandations de Wikipédia : il faut le « wikifier ».
Les points d'amélioration suivants sont les cas les plus fréquents. Le détail des points à revoir est peut-être précisé sur la page de discussion.
- Les titres sont pré-formatés par le logiciel. Ils ne sont ni en capitales, ni en gras.
- Le texte ne doit pas être écrit en capitales (les noms de famille non plus), ni en gras, ni en italique, ni en « petit »…
- Le gras n'est utilisé que pour surligner le titre de l'article dans l'introduction, une seule fois.
- L'italique est rarement utilisé : mots en langue étrangère, titres d'œuvres, noms de bateaux, etc.
- Les citations ne sont pas en italique mais en corps de texte normal. Elles sont entourées par des guillemets français : « et ».
- Les listes à puces sont à éviter, des paragraphes rédigés étant largement préférés. Les tableaux sont à réserver à la présentation de données structurées (résultats, etc.).
- Les appels de note de bas de page (petits chiffres en exposant, introduits par l'outil «  Source ») sont à placer entre la fin de phrase et le point final[comme ça].
- Les liens internes (vers d'autres articles de Wikipédia) sont à choisir avec parcimonie. Créez des liens vers des articles approfondissant le sujet. Les termes génériques sans rapport avec le sujet sont à éviter, ainsi que les répétitions de liens vers un même terme.
- Les liens externes sont à placer uniquement dans une section « Liens externes », à la fin de l'article. Ces liens sont à choisir avec parcimonie suivant les règles définies. Si un lien sert de source à l'article, son insertion dans le texte est à faire par les notes de bas de page.
- La présentation des références doit suivre les conventions bibliographiques. Il est recommandé d'utiliser les modèles {{Ouvrage}}, {{Chapitre}}, {{Article}}, {{Lien web}} et/ou {{Bibliographie}}. Le mode d'édition visuel peut mettre en forme automatiquement les références.
- Insérer une infobox (cadre d'informations à droite) n'est pas obligatoire pour parachever la mise en page.

Pour une aide détaillée, merci de consulter Aide:Wikification.
Si vous pensez que ces points ont été résolus, vous pouvez retirer ce bandeau et améliorer la mise en forme d'un autre article.
Arthur March, né le 23 février 1891 à Brixen en Autriche-Hongrie (aujourd'hui en Italie) et mort le 17 avril 1957 à Berne en Suisse, est un physicien autrichien.

## Biographie

### Parcours académique
À partir de 1909, il étudie les mathématiques et la physique aux universités d'Innsbruck, de Munich et de Vienne, obtenant un doctorat en 1913 avec la thèse Le changement de la résistance d'un électrolyte dans un champ magnétique. En 1917, il obtient son habilitation, et devient, en 1928, professeur associé à Innsbruck. De 1934 à 1936, il est professeur invité à l'université d'Oxford, puis retourne à Innsbruck en tant que professeur titulaire de physique théorique.
March est connu pour ses recherches dans le domaine de la mécanique quantique. L'un de ses projets les plus intrigants consistait à trouver la plus petite distance spatio-temporelle.

## Vie privée
En juillet 1929, il épouse Hildegunde March, née Holzhammer (* 1900). Pendant de nombreuses années, il est ami avec Erwin Schrödinger – qui avait une relation avec sa femme.

## Œuvres écrites
- Theorie der Strahlung und der Quanten, 1919 - Théorie du rayonnement et quantique.
- Die Grundlagen der Quantenmechanik, 1931 - La fondation de la mécanique quantique.
- Einführung in die moderne Atomphysik, 1933 - Introduction à la physique atomique moderne[2] .
- Der Weg des Universums, Berne 1948.
- Natur und Erkenntnis in der Konstruktion des heutigen Physikers, 1948.
- "Mécanique quantique des particules et des champs d'ondes", 1951.  (ISBN 0-4864-4578-X)
- "Le nouveau monde de la physique", 1962 (avec Ira M. Freeman) ; basé sur Das neue Denken der modernen Physik, 1957, (deuxième édition - 1967)[3],[4].

### Informations complémentaires
- Schrödinger: Life and Thought sur Google Livres
- Wissenschaft und Weltbild sur Google Livres (en allemand)
- Die Fächer Mathematik, Physik und Chemie an der Philosophischen Fakultät zu Innsbruck bis 1945 sur Google Livres (en allemand)